# Nataša Valant
Nataša Valant, slovenska pianistka, * 26. julij 1946.
Klavir je študirala v Ljubljani pri prof. Veroniki (Veri) Zupanič  Kralj in prof. Zorki Bradač, harfo pa pri prof. Jelici Portograndi. Na Akademiji za glasbo v Ljubljani se je nato izpopolnjevala pri prof. Hildi Horak - Čas. 
Od leta 1968, ko se je ustanovilo glasbeno društvo Consortium musicum, je bila Nataša Valant dolga leta njegov korepetitor. Do leta 1991 je bila nato korepetitorka in harfistka v SNG Opera in balet v Ljubljani, nato pa do leta 2002 pianistka Slovenskega komornega zbora. Od leta 2002 deluje kot samostojna umetnica pianistka - spremljevalka slovenskih vodilnih vokalnih solistov.
Leta 1999 je z Marcosom Finkom za posnetke ciklov Franza Schuberta prejela nagrado Prešernovega sklada.